# 킹스 칼리지 (케임브리지 대학교)
킹스 칼리지(King's College)는 영국의 케임브리지 대학교를 구성하는 대학 중 하나이다. 정식 명칭은 케임브리지의 성모 마리아와 성 니콜라스의 킹스 칼리지(King's College of Our Lady and Saint Nicholas in Cambridge)이지만 학내에서 단순히 킹스(King's)로 불린다.

## 같이 보기
- 트리니티 칼리지 (케임브리지 대학교)